# Partido Comunista Brasileiro Revolucionário
Partido Comunista Brasileiro Revolucionário foi um partido político comunista do Brasil, fundado em 1968 por Mário Alves, Jacob Gorender e Apolônio de Carvalho, egressos do PCB.
O partido foi extinto em 1980, quando seus membros participaram da fundação do PT, organizando a tendência interna Brasil Socialista.

## História

### Fundação como cisão do PCB
As origens do PCBR remontam aos primeiros tempos após 1964, quando seu principal dirigente, Mário Alves, jornalista e intelectual de forte prestígio na Executiva do PCB, começou a se opor às posições de Luís Carlos Prestes no Comitê Central, formando a chamada Corrente Revolucionária. Após ser ter suas propostas derrotadas no VI Congresso do PCB, iniciou-se o debate para a constituição formal do PCBR, que se deu em abril de 1968, no Rio de Janeiro.
A proposta geral do PCBR consistia na constituição de um novo partido marxista que reformulasse a linha tradicional do PCB a respeito da necessidade da aliança com a burguesia brasileira, sem no entanto abraçar a bandeira da Revolução Socialista imediata. Quanto à estratégia, a peculiaridade do PCBR consistia na sua defesa de uma combinação entre guerrilha rural e trabalho de massas nas cidades, com vistas a formação de um "Governo Popular Revolucionário". Este governo cumpria tarefas democráticas e antiimperialistas, que abririam caminho para a Revolução Socialista.

### Ações armadas
Desde abril de 1969, o PCBR se ocupou com operações armadas urbanas, essencialmente voltadas para a propaganda revolucionária. O acirramento da repressão no segundo semestre daquele ano obrigou o partido a reforçar sua clandestinidade e lançar operações mais ousadas. No primeiro assalto a banco feito pelo PCBR no Rio, teve início uma série de prisões que atingiram o Comitê Central, levando centenas de militantes para os porões da repressão. Segundo levantamento feito pelo "Brasil: Nunca Mais", houve 31 processos referentes ao PCBR, somando 400 cidadãos atingidos como réus ou como indiciados nos inquéritos.
De acordo com Jacob Gorender, um dos dirigentes do partido, autor de "Combate nas Trevas", o PCBR tinha bases na Guanabara, Estado do Rio, e uma menor em São Paulo. Ele conta: "No Nordeste, da Bahia ao Ceará, tínhamos uma base de apoio muito superior a qualquer facção dissidente do PCB e capaz de competir nos meios da esquerda". No Paraná, o PCBR expandiu-se a partir de Londrina.
Em janeiro de 1970, a repressão atingiu fortemente o partido, com a prisão de Salatiel Teixeira Rolim. "Depois de muito torturado, Salatiel abriu a localização dos aparelhos do PCBR", segundo Gorender. De 12 de janeiro em diante, começaram as prisões que arrastaram Apolônio de Carvalho, Mário Alves, Miguel Batista, Jacob Gorender, Renê Carvalho, Álvaro Caldas e outros dirigentes. A partir daí, o PCBR se desarticula.
Em 5 de fevereiro de 1972 militantes do PCBR, VAR-Palmares e ALN assassinaram a tiros o marinheiro inglês David Cuthberg, que se encontrava no país juntamente com uma força-tarefa da Marinha Britânica para as comemorações dos 150 anos de independência do Brasil. Após o atentado foram arremessados dentro do táxi onde ele se encontrava panfletos que informavam que o ato teria sido decisão de um "tribunal", como forma de solidariedade à luta do Exército Republicano Irlandês contra o domínio inglês.[carece de fontes?] O último ato conhecido em nome da organização, foi o assassinato do militante Salatiel Teixeira Rolim em 1973, acusado de traição e desvios dos recursos partidários, porém sem provas.

### Após a redemocratização
Remanescentes do partido participaram, no fim da década de 1970, da fundação do PT. Atualmente funciona como tendência interna do PT com o nome de Brasil Socialista a qual tem seu braço no movimento pela reforma agrária MLST Movimento de Libertação dos Sem Terra.